# Erich Schmidt (Jurist)
Erich Schmidt (geboren im 19. Jahrhundert; gestorben 1945) war ein deutscher Verwaltungsjurist.

## Leben
Schmidt studierte an der Friedrichs-Universität Halle Rechtswissenschaft. Er wurde 1901 im Corps Borussia Halle recipiert und zeichnete sich zweimal als Senior aus. 1910 war er Referendar in Torgau. Er wurde zum Dr. iur. promoviert. Er trat in die innere Verwaltung Preußens. 1930 war er Kreissyndikus im Kreis Züllichau-Schwiebus. Über die ganze Zeit des Nationalsozialismus war er Landrat im Landkreis Weststernberg. Auf der Flucht vor der Roten Armee kam er im Januar 1945 auf dem Treck ums Leben.